# Spiricella redferni
Spiricella redferni — обнаруженный в 2008 г. новый вид морских заднежаберных брюхоногих моллюсков рода Spiricella. Ранее род считался монотипичным.

## Распространение
Раковины, приписанные новому виду, были обнаружены на юге острова Большой Абако, на Багамских островах. Первый образец был найден 30 лет назад в Сэнди Пойнт К. Рэдферном. В честь него вид получил название redferni.
Столь долгий промежуток опознания экземпляров связан, скорее всего, с тем, что вся литература по конкретным моллюскам публиковалась только в европейских журналах и была недоступна другим регионам.

## Описание
К 2024 году о самом животном и его экологии ничего не известно: обнаружены только раковины. Опознать места обитания также нет возможности: в точках, где были обнаружены экземпляры, скапливаются раковины всех соседствующих сред: каменистых и песчаных субстратов с полями водорослей Thalassia между скал, а также глубоководья, расположенного рядом.
Раковина из Сэнди Пойнт небольшая, длиной 4,25 мм и шириной 2 мм, тонкая, хрупкая, неровной подпрямоугольной формы. Вершина расположена близко к заднему краю влево, с внутренней стороны — в виде закруглённого гребня. Эмбриональная раковина протоконх небольшая, крючковидной формы. Край раковины острый.
От раковин Spiricella unguiculus отличается расположением верхушки и наличием/отсутствием борозды. Все раковины северо-восточной Атлантики и Средиземноморья имеют более или менее хорошо развитую бороздку, связанную с вершиной; у багамских экземпляров эта борозда отсутствует. Диаметр протоконха Spiricella redferni меньше, чем у Spiricella unguiculus.